# Bo Waldemarsson
Bo Erik Siwer Waldemarsson, född 28 november 1949 i Billinge församling i Malmöhus län, är en svensk militär i flygvapnet.

## Biografi
Waldemarsson avlade studentexamen 1968. Han avlade officersexamen vid Flygvapnets krigsskola 1973 och utnämndes samma år till löjtnant vid Kalmar flygflottilj, där han tjänstgjorde 1973–1976. Han befordrades 1976 till kapten och tjänstgjorde 1976–1982 vid Blekinge flygflottilj, där han var radarjaktledare 1976–1979 och kompanichef 1980–1982. Han gick Allmänna kursen på Flyglinjen vid Militärhögskolan 1978–1979 och Högre kursen på Flyglinjen där 1982–1984. Han befordrades till major 1983, var detaljchef vid Utbildningsavdelningen i Flygstaben 1984–1985, tjänstgjorde vid Planeringsavdelningen i Försvarsstaben 1985–1986 och var stridsledningschef vid Blekinge flygflottilj 1986–1989, befordrad till överstelöjtnant 1987. Efter att åter ha tjänstgjort vid Planeringsavdelningen i Försvarsstaben 1989–1990 utnämndes han 1991 till överstelöjtnant med särskild tjänsteställning och var chef för avdelningen 1991–1994. Han gick Högre operativa chefskursen vid Militärhögskolan 1993.
Waldemarsson befordrades till överste 1994, utbildade sig vid Air War College i Alabama i USA 1994–1995, var stabschef i Mellersta flygkommandot 1995–1996 och gick Huvudkursen och Chefskursen vid Försvarshögskolan 1996 respektive 1997. År 1997 befordrades han till överste av första graden, varpå han var chef för Mellersta flygkommandot 1997–1998. Han befordrades till generalmajor 1998 och var därefter chef för Planeringsstaben vid Högkvarteret 1998–2000, expertråd vid Försvarsberedningen 1999–2000 och departementsråd och ställföreträdande chef för Enheten för säkerhetspolitik och internationella frågor vid Försvarsdepartementet 2000–2002. Åren 2003–2005 var han chef för Mellersta militärdistriktet, varefter han var försvarsattaché vid ambassaden i Washington 2005–2008. Därefter var han rådgivare i exportfrågor gällande flygmateriel vid Försvarsdepartementet 2008–2010. Waldemarsson pensionerades från Försvarsmakten 2010.
Bo Waldemarsson invaldes 1997 som ledamot av Kungliga Krigsvetenskapsakademien. Han var akademiens andre styresman 2014–2017.